# مارتین پتروف
مارتین پتیوف پتروف (به بلغاری: Мартин Петьов Петров) (زادهٔ ۱۵ ژانویه ۱۹۷۹ در وراتسا) بازیکن فوتبال اهل بلغارستان می‌باشد.
وی همچنین سابقهٔ حضور در تیم‌های بوتف وراتسا٬ زسکا صوفیه٬ سروت٬ وولفسبورگ٬ اتلتیکو مادرید٬ منچستر سیتی٬ بولتون واندررز و اسپانیول را نیز دارد.
او که اولین بار در سال ۱۹۹۹ به تیم ملی فوتبال بلغارستان دعوت شده است٬ ۹۰ بار به میدان رفته است و ۱۹ گل ملی در کارنامهٔ خود نیز دارد.
وی به همراه تیم ملی بلغارستان در جام ملت‌های اروپا ۲۰۰۴ حضور داشت و در هر سه بازی تیم بلغارستان، به میدان رفت.

## آمار بازی‌های ملی
| تیم ملی بلغارستان | تیم ملی بلغارستان | تیم ملی بلغارستان |
| سال               | تعداد بازی        | تعداد گل          |
| ----------------- | ----------------- | ----------------- |
| ۱۹۹۹              | ۱                 | ۰                 |
| ۲۰۰۰              | ۱۰                | ۱                 |
| ۲۰۰۱              | ۱۱                | ۲                 |
| ۲۰۰۲              | ۷                 | ۰                 |
| ۲۰۰۳              | ۶                 | ۱                 |
| ۲۰۰۴              | ۱۰                | ۲                 |
| ۲۰۰۵              | ۱۰                | ۳                 |
| ۲۰۰۶              | ۷                 | ۴                 |
| ۲۰۰۷              | ۸                 | ۲                 |
| ۲۰۰۸              | ۵                 | ۱                 |
| ۲۰۰۹              | ۶                 | ۲                 |
| ۲۰۱۰              | ۵                 | ۰                 |
| ۲۰۱۱              | ۴                 | ۱                 |
| مجموع             | ۹۰                | ۱۹                |

## گل‌های ملی
| #   | تاریخ           | مکان                 | حریف         | گل  | نتیجه | مسابقات                       |
| --- | --------------- | -------------------- | ------------ | --- | ----- | ----------------------------- |
| ۱.  | ۱۴ نوامبر ۲۰۰۰  | الجزیره٬ الجزایر     | الجزایر      | ۲–۱ | برد   | بازی دوستانه                  |
| ۲.  | ۲۸ مارس ۲۰۰۱    | صوفیه٬ بلغارستان     | ایرلند شمالی | ۴–۳ | برد   | مقدماتی جام جهانی ۲۰۰۲        |
| ۳.  | ۲۸ مارس ۲۰۰۱    | صوفیه٬ بلغارستان     | ایرلند شمالی | ۴–۳ | برد   | مقدماتی جام جهانی ۲۰۰۲        |
| ۴.  | ۶ سپتامبر ۲۰۰۳  | صوفیه٬ بلغارستان     | استونی       | ۲–۰ | برد   | مقدماتی جام ملت‌های اروپا ۲۰۰۴ |
| ۵.  | ۲۲ ژوئن ۲۰۰۴    | گویمارائس٬ پرتغال    | ایتالیا      | ۰-۱ | ۲-۱   | جام ملت‌های اروپا ۲۰۰۴         |
| ۶.  | ۹ اکتبر ۲۰۰۴    | زاگرب٬ کرواسی        | کرواسی       | ۲–۲ | مساوی | مقدماتی جام جهانی ۲۰۰۶        |
| ۷.  | ۴ ژوئن ۲۰۰۵     | صوفیه٬ بلغارستان     | کرواسی       | ۱–۳ | باخت  | مقدماتی جام جهانی ۲۰۰۶        |
| ۸.  | ۱۷ اوت ۲۰۰۵     | صوفیه٬ بلغارستان     | ترکیه        | ۳–۱ | برد   | بازی دوستانه                  |
| ۹.  | ۷ سپتامبر ۲۰۰۵  | صوفیه٬ بلغارستان     | ایسلند       | ۳–۲ | برد   | مقدماتی جام جهانی ۲۰۰۶        |
| ۱۰. | ۲ سپتامبر ۲۰۰۶  | کونستانس٬ رومانی     | رومانی       | ۲–۱ | ۲-۲   | مقدماتی جام ملت‌های اروپا ۲۰۰۸ |
| ۱۱. | ۲ سپتامبر ۲۰۰۶  | کونستانس٬ رومانی     | رومانی       | ۲–۲ | ۲-۲   | مقدماتی جام ملت‌های اروپا ۲۰۰۸ |
| ۱۲. | ۶ سپتامبر ۲۰۰۶  | صوفیه٬ بلغارستان     | اسلوونی      | ۲–۰ | ۳-۰   | مقدماتی جام ملت‌های اروپا ۲۰۰۸ |
| ۱۳. | ۷ اکتبر ۲۰۰۶    | صوفیه٬ بلغارستان     | هلند         | ۱–۰ | ۱-۱   | مقدماتی جام ملت‌های اروپا ۲۰۰۸ |
| ۱۴. | ۶ ژوئن ۲۰۰۷     | صوفیه٬ بلغارستان     | بلاروس       | ۱–۱ | ۲-۱   | مقدماتی جام ملت‌های اروپا ۲۰۰۸ |
| ۱۵. | ۱۲ سپتامبر ۲۰۰۷ | صوفیه٬ بلغارستان     | لوکزامبورگ   | ۳–۰ | ۳-۰   | مقدماتی جام ملت‌های اروپا ۲۰۰۸ |
| ۱۶. | ۶ فوریه ۲۰۰۸    | بلفاست٬ ایرلند شمالی | ایرلند شمالی | ۱–۰ | برد   | بازی دوستانه                  |
| ۱۷. | ۱۴ اکتبر ۲۰۰۹   | صوفیه٬ بلغارستان     | گرجستان      | ۲-۰ | ۶-۲   | مقدماتی جام جهانی ۲۰۱۰        |
| ۱۸. | ۱۴ اکتبر ۲۰۰۹   | صوفیه٬ بلغارستان     | گرجستان      | ۶–۱ | ۶-۲   | مقدماتی جام جهانی ۲۰۱۰        |
| ۱۹. | ۲۹ مارس ۲۰۱۱    | لارناکا٬ قبرس        | قبرس         | ۰-۱ | ۰-۱   | بازی دوستانه                  |

## افتخارات

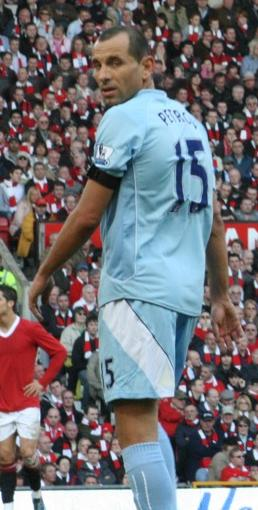
مارتین پتروف بازیکن تیم منچستر سیتی در شهرآورد منچستر

### باشگاهی
زسکا صوفیه
- لیگ حرفه‌ای آ بلغارستان (۱): ۱۹۹۷
- جام حذفی بلغارستان (۱): ۱۹۹۷

 سروت
- سوپر لیگ سوئیس (۱): ۱۹۹۹
- جام حذفی سوئیس (۱): ۲۰۰۱

 اتلتیکو مادرید
- جام اینترتوتو (۱): ۲۰۰۷

### فردی
- بازیکن سال فوتبال بلغارستان (۱): ۲۰۰۶